# Žuč
Žuč je tekućina koju proizvodi jetra, a sastoji se od soli žučnih kiselina, elektrolita, bilirubina (produkt razgradnje hemoglobina), kolesterola, i drugih lipida. Može sadržavati metabolite i razgradne produkte ksenobiotika (lijekova i otrova). Uloga žuči u organizmu je emulgacija masti i vitamina topivih u uljima u probavni sustavu, time omogućava bolju apsorpciju masnih tvari iz crijeva. Jednom proizvedena u jetri, žuč se pohranjuje u žučnjaku ili žučnom mjehuru. Tijekom probave žučni mjehur biva stimuliran na kontrakciju, te na taj način istiskuje žuč u žučovod koji tako dospijeva do dvanaesnika. Prije spoja s dvanaesnikom, žučovod se spaja sa sabirnim kanalom iz gušterače. Žuč se izlučuje na signal da su masnoće ušle u probavni sustav, žučni se mjehur stisne i ubrizgava žuč u lumen dvanaesnika.

## Fiziološke funkcije
Žuč djeluje u određenoj mjeri kao surfaktant, pomažući emulgaciju masti iz hrane. Anion žučne soli ima hidrofilni i hidrofobni dio te ima mogućnost okruživanja kapljica masti (triglicerida i fosfolipida) pri čemu se formiraju micele, u kojima je hidrofobni dio okrenut prema unutra, a hidrofilni prema vani. Hidrofilni kraj je pozitivno naelektriziran zbog lecitina i drugih fosfolipida koji sačinjavaju žuč i ovaj naboj sprječava kapljice masti okružene žuči da se ponovo grupiraju u veće čestice. Obično micele u duodenumu imaju promjer oko 14 – 33 μm.
Disperzija masti iz hrane u obliku micela omogućava veću kontaktnu površinu na koju djeluju enzimi gušterače lipaze, koja razgrađuje trigliceride i može dospijeti u masno središte micele kroz oslobođeni prostor između molekula žučnih soli. Trigliceridi se razgrađuju u dvije masne kiseline i monoglicerid, koji se apsorbiraju u stijenci crijeva. Nakon prolaska kroz membranu, masne kiseline ponovo formiraju trigliceride i apsorbiraju se u limfni sustav kroz limfne kapilare. Bez žučnih soli, većina lipida iz hrane bi nerazgrađena izašla iz organizma kroz izmet.
Pošto žuč povećava apsorpciju masti, to predstavlja važan dio apsorpcije tvari topivih u mastima, kao što su vitamini (D, E, K i A).
Pored uloge u probavi, žuč služi kao put izlučivanja bilirubina, nusprodukta razgradnje eritrocita koje reciklira jetra.
Alkalna žuč ima funkciju neutralizacije viška kiseline, prije dolaska u ileum, zadnji dio tankog crijeva. Žučne soli također djeluju kao baktericidi, uništavajući mnoge mikroorganizme prisutne u hrani.